# イタリア国鉄ETR485電車
イタリア国鉄ETR485電車(イタリア語: Elettrotreno ETR 485)はトレニタリアが運行する高速列車ユーロスター・イタリアで運用される電車方式の車体傾斜式高速鉄道車両である。ペンドリーノの名称で知られ、第二世代にあたるETR 480をイタリアの高速新線に対応させるために改造が行われた形式である。

## 概要
改造のベースとなったETR 480には交流機器が3、4、7号車に搭載されており、将来の高速新線対応となるパンタグラフの搭載準備工事も4、7号車で施工されていた。2004年にETR 480の№32編成がRFIから改造の認可を得て、2005年より№31～45編成までのETR 480の改造が開始された。

## 特徴
ETR 480とETR 485は新しい高速新線に対応させる工事を施したと言う点以外は編成構成も技術的な面もまったく変わっていない。若干異なる点は1等車の定員が146名へ2等車の定員が344名への合計500名と増えており従来のETR 480編成と比べ20名程度旅客定員が増加している。
編成の定格出力は従来通り5,880kWで、最高速度も250km/hに止まっている。保安装置は従来からのRS4 Codiciが装備されているが、新しい保安装置であるSCMTとERTMSレベル2が統合して装備された。また新たに高速新線用パンタグラフの装備や、自動開閉器の設置など集電装置関連の改造が行われ、2006年よりローマ＝ナポリ高速線で改造された№43編成によって試運転が開始された。

## 運用
ETR 485はローマ - ミラノ間のビジネス客向けユーロスター・イタリアであるtBiZで新しい赤とグレーの配色の再塗装で投入された。2008年12月からはミラノ＝ボローニャ高速鉄道線(Ferrovia Milano-Bologna (alta velocità))の開業によって新たに投入されたETR 600と共に銀の矢"Frecciargento"の愛称で運用されている。